# 기체

기체 입자(원자, 분자, 이온)는 전기장 없이 자유롭게 이동한다.

기체(氣體, 영어: gas)는 물질이 나타내는 네 가지 상 즉, 고체, 액체, 기체, 플라스마 중 하나로 분자간의 인력이 없는 상태이다. 고체나 액체에 비해 밀도가 낮고, 일정한 모양과 부피를 갖지 않는다.
기체는 어떤 모양의 그릇에도 들어가고, 또 그 그릇 안에서 확산하여 그릇 속을 가득 채운다. 또 기체는 고체나 액체에 비해서 대단히 가볍고, 압축하기도 쉽다. 이것은 고체나 액체의 입자가 거의 달라붙어 밀집해 있는 데 비해, 기체는 입자 사이의 거리가 매우 크기 때문이다. 기체를 이루고 있는 입자는 모두 분자이며, 항상 공간 속을 자유롭게 날아다니고 있다.
샤를의 법칙(문화어: 샬의 법칙) 또는 샤를과 게이뤼삭의 법칙(문화어: 샬과 게이루샤크의 법칙)은 이상 기체의 성질에 관한 법칙이다. 1802년에 루이 조제프 게뤼사크이 처음으로 발표하였는데, 그는 1787년경의 자크 알렉상드르 세사르 샤를의 미발표한 논문을 인용하면서 이 법칙을 샤를의 공으로 돌렸다.
샤를의 법칙은 온도가 1도씩 낮아질때마다 기체의 부피가 1/273으로 줄어든다는 내용이다.
일정한 압력에서 기체의 온도를 높이면 부피가 증가하고 온도를 낮추면 부피가 감소한다.

## 아보가드로수
산소·질소·이산화탄소의 같은 부피의 무게를 비교해 보면 32：28：44가 되므로, 반대로 각 기체를 32g, 28g, 44g 취하면 그 부피는 같게 된다. 같은 조건을 만들기 위해서 0°C. 1기압을 표준 상태(NTP또는 STP)라고 한다. 표준 상태에서의 산소 1ι의 무게는 1.429g이므로, 산소 32g의 부피는 22.4ι이다. 같은 방법으로 질소 28g, 이산화탄소 44g의 부피를 계산하면 역시 22.4ι가 된다. 표준 상태에서 22.4ι인 기체 속의 분자의 수는 모두 같으며, 그 수는 6.02×10²³(정확히는 6.022045×10²³)이다. 이 수를 아보가드로 수라고 한다. 또, 아보가드로 수만큼의 입자의 양을 1몰(mol)이라고 한다. 즉, 산소 분자32g, 질소 분자 28g, 이산화탄소 44g이 각 물질의 1몰이 되는 것이다. 아보가드로수는 기체를 이루고 있는 입자뿐만 아니라 모든 물질의 입자수를 알아볼 때 기본이 되는 중요한 수이다.

## 증기압
알코올이나 벤젠처럼 액체가 특유한 냄새가 나는 것은, 액체의 표면에서 증기가 증발하여 나오기 때문이다.알코올을 진공 용기 속에 넣고 위쪽에 공간을 남겨두면, 그 부분은 알코올 증기로 가득 차서 일정한 압력을 나타내게 된다. 이 압력을 증기압이라고 한다. 증기압은 일반적으로 온도를 올리면 증가한다. 그리고 액체의 증기압은 물질에 따라 다르며, 같은 온도에서 증기압이 클수록 휘발성이 크다. 또, 증기압이 1기압에 이르렀을 때의 온도가 그 액체의 끓는점이 된다. 어떤 온도에서 최대의 증기압에 도달했을 때, 그 증기압을 포화 증기압이라고 하며, 거기에 도달하면 겉보기에 더 이상의 증발은 일어나지 않는다. 그러나 분자의 면에서 보면 액체에서 기체로 되는 분자수와 기체에서 액체로 돌아오는 분자수가 같다는 뜻이 되며, 액체에서 튀어나가는 분자가 존재하는 것에는 변함이 없다.

## 확산
기체를 밀폐한 진공 용기 속에 넣으면, 즉시 퍼져서 전체를 고르게 채운다. 이것은 기체 분자가 제각기 비교적 자유롭게 운동한다고 생각하면, 쉽게 이해가 간다. 브롬의 증기는 공기보다 무거우나, 브롬이 들어 있는 병의 마개를 빼면 병 입구에서 적갈색 증기가 흘러나온다. 또 공기보다 무거운 염화수소가 들어 있는 용기 위에 공기보다 가벼운 암모니아가 들어 있는 용기를 얹고, 그 사이에 둔 경계판을 빼내면, 양자가 서로 섞여서 반응하여 염화암모늄이 된다. 이와 같이 기체가 퍼져 나가는 현상을 확산이라고 하는데, 확산하는 속도는 분자의 질량이 작을수록, 또 온도가 높을수록 커진다. 기체의 경우만큼 빠르지는 않으나 확산은 액체에서도 볼 수 있으며, 또 극히 느리기는 하지만 고체에서 일어나기도 한다.

## 기체 반응의 법칙
일정한 온도와 압력에서 기체들이 반응할 때, 반응하는 기체와 생성하는 기체의 부피 사이에는 간단한 정수비가 성립하는데 이것을 기체 반응의 법칙이라 한다.

## 같이 보기
- 천연 가스
- 수증기

## 참고 문헌
- 이 문서에는 다음커뮤니케이션(현 카카오)에서 GFDL 또는 CC-SA 라이선스로 배포한 글로벌 세계대백과사전의 "기체의 성질" 항목을 기초로 작성된 글이 포함되어 있습니다.